# Caloptilia cataractias
Caloptilia cataractias är en fjärilsart som först beskrevs av Edward Meyrick 1921.  Caloptilia cataractias ingår i släktet Caloptilia och familjen styltmalar.
Artens utbredningsområde är:
- Namibia.
- Zimbabwe.

Inga underarter finns listade i Catalogue of Life.